# Rolim de Moura
Rolim de Moura è un comune del Brasile nello Stato di Rondônia, parte della mesoregione del Leste Rondoniense e della microregione di Cacoal.